# Tautologia (lògica)
La tautologia (del grec: ταυτολογία) és una fórmula proposicional que és verdadera sigui quin sigui el valor de veritat assignat als seus components proposicionals elementals. Dit d’una altra manera, en lògica, una tautologia és una fórmula o afirmació que és certa en totes les interpretacions possibles. Un exemple és "x = y o x ≠ y". Un exemple menys abstracte és "La pilota és verda, o la pilota no és verda". Aquesta seria una tautologia independentment del color de la pilota.
El filòsof Ludwig Wittgenstein va aplicar el terme per primer cop a les redundàncies de la lògica proposicional el 1921, prenent préstecs de la retòrica, on una tautologia és una afirmació repetitiva.
En lògica, una fórmula és satisfactòria si és certa sota almenys una interpretació i, per tant, una tautologia és una fórmula la negació de la qual és insatisfactòria. Les afirmacions insatisfactòries, tant per negació com per afirmació, es coneixen formalment com a contradiccions. Es diu que una fórmula que no és ni una tautologia ni una contradicció és lògicament contingent.
Una fórmula pot ser qualificada de tautologia mitjançant l'elaboració de la seva taula de veritat. Per exemple, a la fórmula p ∨ ¬ p ("plou o no plou") li correspon la taula de veritat següent:
| p | (p ∨ ¬ p) |
| V | V         |
| F | V         |

Estem davant d'una tautologia quan en la columna corresponent al connector principal tots els valors són V.
La condició tautològica està present en les regles d'inferència. La llei del modus ponens, per exemple, presenta la següent estructura tautològica: [(p → q)∧ p] → q

## Taules de veritat
En un sistema de lògica proposicional, una interpretació no és més que una funció que assigna un únic valor de veritat a totes les fórmules atòmiques sota consideració. Diferents interpretacions, per tant, difereixen només en les assignacions de valors de veritat que fan. Una tautologia és una fórmula ben formada que sota qualsevol interpretació dels seus components atòmics, té valor de veritat 1 (veritable). Per tant, per determinar si una fórmula qualsevol és una tautologia, només cal considerar totes les possibles interpretacions de les fórmules atòmiques, i calcular el valor de veritat del tot. Això s'aconsegueix mitjançant una taula de veritat. Per exemple, consideri la fórmula p ∧ q. Com a cada fórmula atòmica pot assignar un de dos possibles valors de veritat, hi ha en total 2  2  = 4 possibles combinacions de valors de veritat. És a dir, quatre interpretacions possibles: o ambdues són veritables, o p és veritable i q falsa, o p és falsa i q veritable, o ambdues són falses. Això pot presentar mitjançant una simple taula:
{\displaystyle {\begin{array}{c|c}p&q\\\hline 1&1\\1&0\\0&1\\0&0\\\end{array}}}
Per a cadascuna d'aquestes interpretacions, es pot calcular el valor de veritat de la fórmula p ∧ q. Els resultats poden presentar-se novament mitjançant una taula:
{\displaystyle {\begin{array}{c|c||c}p&q&p\land q\\\hline 1&1&1\\1&0&0\\0&1&0\\0&0&0\\\end{array}}}
Aquesta és la taula de veritat de la fórmula p ∧ q. Com es veu, aquesta fórmula només és veritable sota una interpretació: aquella en què les dues fórmules atòmiques són veritables. Una tautologia és una fórmula el valor de veritat de la qual és 1 per totes les interpretacions possibles de les fórmules atòmiques. Per tant, p ∧ q no és una tautologia. En canvi, la següent taula de veritat mostra una fórmula que sí que ho és:
{\displaystyle {\begin{array}{c|c||c|c}p&q&(p\land q)&(p\land q)\to p\\\hline 1&1&1&1\\1&0&0&1\\0&1&0&1\\0&0&0&1\\\end{array}}}
Si una fórmula té n fórmules atòmiques, llavors té 2n  interpretacions possibles. En molts casos, per tant, les taules de veritat poden ser molt grans. L'important, però, és que atès que la lògica proposicional no admet fórmules infinites, el nombre d'interpretacions possibles sempre serà un nombre finit i, per tant, sempre serà possible decidir si una fórmula qualsevol és una tautologia o no.

## Art
La tautologia, com a estratègia de la lògica filosòfica, l’ha utilitzat sovint l'art conceptual: el significat de l'obra d'art és una lectura del seu propi estatus com a tal obra d’art. Aquesta mise en abyme va empènyer de mica en mica els artistes a posar cada vegada més l'accent en la manera com les exposicions parlen de si mateixes i del seu context expositiu, més que no d'aspectes externs a la institució artística. Als noranta, la crítica a la realitat com a representació es va traduir en cerimonials parateatrals: les exposicions van ser dobles de si mateixes o dels espais d'exposició, i utilitzaven recursos perceptius com el trompe-l'oeil o l'artifici neobarroc, amb el suport de les noves tecnologies digitals, per convertir la visita de l'espectador en una ficció. Aquests exercicis amb espais imaginaris van donar pas a estratègies directament relacionades amb la crítica institucional: fer de la institució museística i els seus llenguatges, així com de les condicions de relació amb l'àmbit social que aquesta estableix en els seus modes de comunicació pública i en les interrelacions entre els seus espectadors, el tema central de les obres artístiques.